# Honoré-Antoine Frégier
Honoré-Antoine Frégier (* 15. Juli 1789 in Aix-en-Provence; † 10. November 1860 ebenda) war ein französischer Beamter in der Präfektur des Département Seine, leitender Beamter der französischen Finanzbehörde und Wirtschaftswissenschaftler.

## Werdegang
1824 wurde er Sekretär des Rates der Präfektur des Département Seine.
Später leitete er als Chef de bureau du domaine de l’État eine französische Finanzbehörde.
Ab 1830 leitete er das Troisième bureau in der Rue de l’Eperon, n. 8 dessen Aufgaben wie folgt beschrieben wurden:
- Inbesitznahme, Erhaltung, Bewertung, Vermietung und Verkauf von Waren.
- Beschlagnahme der Waren von Buchhaltern aus öffentlichen Mitteln.
- Aufhebung von Hypothekenregistrierungen von Schuldnern des Staates.
- Räumen von besetztem Staatseigentum.
- Liquidation von Schulden, Verwaltungs- und Rechtskosten, die von an den Staat übertragenen Nachlässen zu zahlen sind.
- Lieferung dieser Güter; Verkauf verlassener Gegenstände an Stammesregister, an Kuriere.
- Liquidation der Kosten der Standesämter der Nal-Stämme, der Kuriere.
- Liquidation der Kosten für die Beschlagnahme und Aufbewahrung verderblicher Gegenstände, die als Wrack gesammelt wurden.
- Beträge aus dem Verkauf dieser Gegenstände und Rückgabe der Produkte an die Begünstigten.
- Entscheidung über Pachtverträge für Fischereirechte.
- Liquidation der Kosten für Strafverfolgungsmaßnahmen anlässlich von Forst- und Jagddelikten in den Bereichen der Krone.
- Erstellung von Erklärungen verstorbener Rentner und staatlicher Rentner.
- Entscheidungen über Anträge von Einzelpersonen, Gemeinden oder öffentlichen Einrichtungen vor dem Präfekten, der den Staat vertritt, bevor rechtliche Schritte gegen diesen eingeleitet werden.
- Strafverfolgung und Verteidigung vor den Gerichten von Rechtsstreitigkeiten, die das Eigentum des Staates, Deklinationen und Konflikte betreffen.
- Schätzung der für Befestigungen erforderlichen Eigenschaften; Erwerb von diesen freiwillig abgetretenen Immobilien; Rechtsstreitigkeiten im Zusammenhang mit der Abrechnung von Entschädigungen für enteignete Eigentümer.
- Abrechnung von im gegenseitigen Einvernehmen oder von den Gerichten festgesetzten Entschädigungen, Verwaltungs- und Rechtskosten.
- Staatsarchive und alte Sendungen und tatsächliche Beschlagnahmen.[1]

1840 war er Direktor der Pariser Festungsanlagen und wurde in dieser Funktion von Guillaume Dode de la Brunerie abgelöst.
In seinem häufig übersetzten Werk Ueber die gefährlichen Classen der Bevölkerung in den großen. Städten und den Mitteln, sie zu bessern bot er den folgenden quantiativen Ansatz aus wievielen Personen sich diese Klassen in Paris zusammensetzten:
Nach den Berechnungen von M Frégier, Büroleiter der Polizeipräfektur, gab es zum Zeitpunkt der Kurzarbeit 1822 in Paris 235.000 Arbeitnehmer aller Geschlechter und jeden Alters und in der Zeit der Vollbeschäftigung  265.000 Arbeitnehmer. So ermittelt er 33.000 Menschen, die durch Armut und Unwissenheit in die Tiefe des Laster geworfen werden und in rasender Verzweiflung aufgeregt und verrotten. Die Elenden, die nur nach den Mitteln fragen, um in einer kriminellen Industrie zu leben, wie Diebe, Betrüger, Gauner, Concealer, öffentliche Mädchen und ihre Liebhaber, machen insgesamt 30.072 aus, eine beeindruckende Zahl, die, Zusätzlich zu der Zahl von 33.000 erhöht sich diese Armee des Bösen, die Paris enthält und erhält, auf mehr als 63.000 Menschen jeden Alters und jeden Geschlechts.

## Veröffentlichungen
- 1830: Des moyens d’améliorer l’institution des conseils de préfecture.
- 1840: Des classes dangereuses de la population dans les grandes villes et des moyens de les rendre meilleures.[3]
- 1844: Fortifications de Paris. Compte rendu.
- 1851: Solution nouvelle du problème de la misère, ou Moyens pratiques d’améliorer la condition des ouvriers des manufactures et en général des classes laborieuses.
- 1850: Histoire de l’administration de la police de Paris, depuis Philippe-Auguste jusqu’aux États généraux de 1789, ou Tableau moral et politique de la ville de Paris durant cette période, considéré dans ses rapports avec l’action de la police

Angaben zu Honoré-Antoine Frégier in der Datenbank der Bibliothèque nationale de France, abgerufen am 24. August 2020.